# Holger Rosenkrantz (den rike)
Holger Axelsen Rosenkrantz "den rike" född 9 maj 1586 i Vallby församling, död 31 juli 1647 i Odense, var en dansk länsman och storgodsägare tillhörande ätten Rosenkrantz från Glimminge.

## Biografi
Holger Rosenkrantz föddes 1586 på Glimmingehus i Vallby församling. Han var son till militären Axel Rosenkrantz till Glimminge och Mette Pallesdotter Grubbe. Rosenkrantz studerade vid Herlufsholms skola och blev därefter anställd hos kanslern Christian Friis. Han arbetade därefter i åtta år hos prins Moritz av Oranien i Holland. Rosenkrantz fick därefter ett kompani vid fotgardet i Danmark och blev 1621 ryttmästare vid Adelsfaneregementet. Han blev därefter kommendant på Hammershus. Rosenkrantz avled 1647 i Odense och begravdes i Nyborg.
Han kallas "den rike" för att skilja honom från den samtida släktingen Holger Rosenkrantz "den lärde" till Rosenholm. Bland hans syskon var länsmannen Pall Rosenkrantz till Krenkerup.

### Egendom
Rosenkrantz ägde Langting, Glimminge i Vallby socken, Äsperöd i Tranås socken, Skottorp i Skummeslövs socken och Dömestorp i Hasslövs socken.

### Familj
Rosenkrantz gifte sig första gången 3 juli 1614 i Landskrona med Lene Gyldenstjerne (1588–1639), dotter till Mogens Gyldenstjerne och Helle Ulfeld. De fick tillsammans sonen överstelöjtnanten Mogens Rosenkrantz (1622–1695) i Skåne.
Han gifte sig andra gången 19 september 1641 i Odense med Karen Krabbe (1597–1662), dotter till kammarherren Tage Krabbe och Sofia Friis. Karen Krabbe var änka efter Johan Friis.